# 二人だけの夜
『二人だけの夜』（ふたりだけのよる）は、財津和夫のソロデビューシングル。1978年5月20日発売。

## 解説
チューリップのリーダーとしての活動の一方で、ラジオ番組やドラマ出演などに続いてソロデビューすることになった。
アルバム『宇宙塵』からシングルカットされた楽曲で、財津が全ての楽器を担当している（ただし、ハイハット、スネア、キックの各ドラムパートを別々に収録した）。チューリップのライブでは、1978年と1984年に披露されている。
売上は芳しくなかったが、1980年代以降のチューリップの方向性に大きな影響を与えたことも事実であり、その後の活動にとっては重要な要素を含んでいたといえる。

## 収録曲
両曲作詞／作曲／編曲：財津和夫
1. 二人だけの夜
2. 悪魔の子守唄
  - アルバム『宇宙塵』に収録されているものと同一テイク。
  - 数え歌形式で人間社会を面白可笑しく表現した歌で、チューリップのライブでも演奏された。